# Liste der Klassischen Philologen an der Christian-Albrechts-Universität zu Kiel
Die Liste der klassischen Philologen an der Christian-Albrechts-Universität Kiel zählt namhafte Hochschullehrer dieses Faches auf, die an der Christian-Albrechts-Universität Kiel wirkten und wirken.

## Überblick

### Die Anfänge
Seit Gründung der Universität Kiel (1665) waren die Alten Sprachen vertreten. Latein spielte als Wissenschaftssprache in allen Fachbereichen eine wichtige Rolle, Griechisch als Sprache des Neuen Testaments an der Theologischen Fakultät. Die griechische Literatur wurde durch einen ordentlichen Professor vertreten; die Inhaber des Lehrstuhls wechselten jedoch meist nach einigen Jahren wegen des besseren Gehalts an die Theologische Fakultät. Bis ins frühe 19. Jahrhundert blieb die lateinische und griechische Sprachlehre eine Hilfswissenschaft.
Im ausgehenden 18. Jahrhundert wurde die Klassische Philologie allmählich als eigenständiges Lehrfach etabliert. Der erste Vertreter dieser neuen Richtung in Kiel war Torkel Baden, der von 1794 bis 1804 Professor für Eloquenz war. Seit ihm wurde die Professur der Eloquenz ausschließlich von Klassischen Philologen eingenommen, während es zuvor Theologen und Historiker gewesen waren. Inhaber der Professur für Eloquenz vor Torkel Baden waren Daniel Georg Morhof (1665–1691), Johann Burchard May (1693–1725), Johann Michael Schwaniz (1725–1761) und Wilhelm Ernst Christiani (1766–1793).

### Die Gründung des philologischen Seminars (1808)
Torkel Badens Nachfolger wurde 1804 Karl Friedrich Heinrich, der in Göttingen bei Christian Gottlob Heyne studiert hatte. Heinrich strebte die Einrichtung eines philologischen Seminars an. Zu diesem Zweck erarbeitete er sich in zähen Kämpfen die Kontrolle über das Stipendium philologicum, das seit 1777 zur Förderung von Philologiestudenten diente und bis ins 19. Jahrhundert von Professoren der Theologischen Fakultät vergeben wurde. 1809 folgte die Schleswigsche Regierung Heinrichs Rat und richtete mit den Mitteln des Stipendiums ein Philologisches Institut ein. Das Ziel dieses Instituts, dessen Leitung Heinrich ohne Regierungsauftrag und ohne Honorar übernahm, war die Lehrerausbildung.

### Konsolidierung und Übergang von dänischer zu preußischer Oberhoheit
Als Heinrich 1818 an die Universität Bonn wechselte, wurde die Seminarleitung provisorisch dem Theologen August Twesten übertragen. Erst 1820 fand sich mit Wilhelm Wachsmuth ein Nachfolger auf dem Lehrstuhl der Philologie und Eloquenz. Wachsmuth, ein Schüler Friedrich August Wolfs, bemühte sich um eine Umgestaltung des Seminars. Er wollte es nicht als bloße Stipendienanstalt leiten, sondern als Pflanzschule für „eigentliche Philologen“. Wachsmuth blieb Kiel jedoch nicht lange erhalten: 1825 folgte er einem Ruf nach Leipzig. Sein Nachfolger wurde (nach erfolglosen Verhandlungen mit Karl Christian Reisig in Leipzig und Karl Gottlob Zumpt in Berlin) 1827 der Wittenberger Gymnasiallehrer Gregor Wilhelm Nitzsch. Er prägte fast ein Vierteljahrhundert lang den Seminarbetrieb. Neben ihm wirkten verschiedene Privatdozenten, die fast alle nach wenigen Jahren in den Schuldienst wechselten. Eine Ausnahme war Peter Wilhelm Forchhammer, der seine Lehrtätigkeit in Kiel 1829 begann und bis zu seinem Tod im hohen Alter (1894) fortsetzte. Er erhielt 1836 eine außerordentliche Professur für Altertumskunde und 1843 eine ordentliche Professur für Philologie, die zweite dieses Faches. Eigentlich war er Archäologe und vertrat auch in der Lehre hauptsächlich Archäologie, daneben auch griechische Literatur.
Gregor Wilhelm Nitzsch, der sich jahrzehntelang um die Lehrerausbildung Schleswig-Holsteins verdient gemacht hatte, profilierte sich während des Schleswig-Holsteinischen Kriegs (1848–1851) als deutscher Patriot und wurde 1852 von der dänischen Regierung entlassen. Wieder dauerte es zwei Jahre, ehe ein Nachfolger gefunden wurde. Georg Curtius wirkte in Kiel von 1854 bis 1862 und wechselte dann nach Leipzig. Sein Nachfolger wurde Otto Ribbeck, einer der führenden Latinisten des 19. Jahrhunderts, der in Bonn bei Friedrich Ritschl studiert hatte. Während seiner Zeit in Kiel (1862–1872) reformierte er das Seminar nach dem Bonner Vorbild. Einer seiner bedeutendsten Schüler, Erwin Rohde, habilitierte sich bei ihm 1870 und wurde 1872 zum außerordentlichen Professor ernannt. Dieses Extraordinariat bildete in den folgenden Jahrzehnten eine Stütze des Lehrbetriebs am Seminar. Ihre Inhaber wechselten meist nach wenigen Jahren auf ordentliche Lehrstühle an anderen Universitäten.

### Die preußische Universität bis zur Zwischenkriegszeit
Ribbecks Nachfolger wurde erst für kurze Zeit August Wilmanns, dann 1874 Eduard Lübbert. Nach seinem Weggang nach Bonn (1881) wurde der Extraordinarius Friedrich Blass zum Ordinarius erhoben, so dass nun drei ordentliche Lehrstühle für Philologie bestanden und dazu noch das Extraordinariat. Lübberts Nachfolger als Professor der Eloquenz wurde der Schlesier Richard Foerster, der im akademischen Jahr 1886/1887 als Rektor der Universität fungierte. Sein Nachfolger wurde 1890 Ivo Bruns, der zuvor schon Extraordinarius gewesen war.
In den 1890er Jahren hatten die Studentenzahlen in der Klassischen Philologie drastisch abgenommen. So war es kein Wunder, dass Forchhammers Professur nach seinem Tod (1894) nicht neu besetzt wurde, ebenso wenig das Extraordinariat (1895). Friedrich Blass hatte nach seinem Weggang (1892) noch in Alfred Schöne einen Nachfolger erhalten. Um 1895 waren also die zwei ordentlichen Lehrstühle die einzigen Planstellen der Philologie.
Zu Beginn des 20. Jahrhunderts änderte sich die Lage: Die Studentenzahlen nahmen wieder zu. Ivo Bruns starb 1901, sein Nachfolger wurde Siegfried Sudhaus. Schöne wurde nach seiner Emeritierung erst durch Paul Wendland, dann durch Felix Jacoby ersetzt (1906). Mit Ernst Bickel wurde 1909 wieder ein Extraordinarius berufen; seine Nachfolger ab 1921 waren sogar Ordinarii. Allerdings fiel der ursprüngliche Lehrstuhl der Eloquenz, den nach Sudhaus Werner Jaeger und Christian Jensen innehatten, 1926 der Wirtschaftskrise zum Opfer.

### Nationalsozialismus und Nachkriegszeit
Felix Jacoby, der sich in der Wissenschaft vor allem durch seine Arbeiten zur griechischen Geschichtsschreibung einen Namen gemacht hatte, wurde während der Zeit des Nationalsozialismus entlassen und zog nach Berlin; später emigrierte er nach Oxford. Seinen Lehrstuhl erhielt er auch nach der Zeit des Nationalsozialismus nicht zurück. Sein Kollege Richard Harder, ein damals überzeugter Nationalsozialist, wechselte 1941 nach München. Die beiden neuen Lehrstuhlinhaber Erich Burck (in Kiel ab 1938) und Hans Diller (ab 1942) waren zwar äußerlich an das Regime angepasst, hielten jedoch propagandistische Inhalte von den Lehrveranstaltungen und aus ihrer Forschung fern. Sie blieben bis in die 1970er Jahre in Kiel tätig.
In der Nachkriegszeit stiegen die Studentenzahlen, die seit den 30er Jahren rapide gesunken waren, erneut an. 1962 wurde mit Manfred Fuhrmann ein dritter ordentlicher Professor berufen. Er wirkte in Kiel nur vier Jahre; seine Nachfolgerin Antonie Wlosok blieb genauso lange. Sie war neben Ilona Opelt eine der ersten deutschen Frauen, die einen Lehrstuhl für Klassische Philologie in Deutschland innehatten.
In den 1960er Jahren stiegen die Studentenzahlen weiterhin, so dass zusätzlich zu den ordentlichen Professoren gelegentlich C3-Professoren ernannt wurde, so 1964 Detlev Fehling und 1974 Fridolf Kudlien. Zu Erich Burcks Nachfolger wurde 1971 Ernst Doblhofer berufen, zu Dillers Nachfolger Ernst-Richard Schwinge. Die dritte Professur wurde 1972 in eine C3-Professur umgewandelt, die bis 1994 Herbert Juhnke innehatte. Ein weiterer langjähriger Professor in Kiel war Doblhofers Nachfolger Konrad Heldmann.
Derzeit sind neben den Professoren für Gräzistik (Lutz Käppel) und Latinistik (Thorsten Burkard und Jan Radicke) sieben wissenschaftliche Mitarbeiter sowie mehrere Lehrbeauftragte und Hilfskräfte tätig. Die Klassische Philologie ist in den Abteilungen Gräzistik und Latinistik innerhalb des Instituts für Klassische Altertumskunde organisiert. Weitere Abteilungen sind Klassische Archäologie, Alte Geschichte und Mittel- und Neulatein.

## Liste der Klassischen Philologen
Angegeben ist in der ersten Spalte der Name der Person und ihre Lebensdaten, in der zweiten Spalte wird der Eintritt in die Universität angegeben, in der dritten Spalte das Ausscheiden. Spalte vier nennt die höchste an der Universität Kiel erreichte Position. An anderen Universitäten kann der entsprechende Dozent eine noch weitergehende wissenschaftliche Karriere gemacht haben. Die nächste Spalte nennt Besonderheiten, den Werdegang oder andere Angaben in Bezug auf die Universität oder das Seminar. In der letzten Spalte stehen Bilder der Dozenten.
| Wissenschaftler                             | von       | bis       | Funktionen                           | Bemerkungen | Bild |
| ------------------------------------------- | --------- | --------- | ------------------------------------ | --- | ---- |
| Caeso Gramm (1640–1673)                     | 1665      | 1667      | Ordinarius                           | Professor der Naturkunde und Griechischen Literatur |      |
| Heinrich Opitz (1642–1712)                  | 1675      | 1689      | Ordinarius                           | Professor der Griechischen Sprache, seit 1679 auch der Orientalischen Sprachen; wechselte an die Theologische Fakultät |      |
| Daniel Hasenmüller (1651–1691)              | 1682      | 1691      | Ordinarius                           | Professor der Griechischen Sprache, seit 1688 der Homiletik, 1689 auch der Orientalischen Sprachen |      |
| Heinrich Muhlius (1666–1733)                | 1691      | 1695      | Ordinarius                           | Professor der Griechischen und Orientalischen Sprachen, der Homiletik und Poesie; seit 1695 an der Theologischen Fakultät |      |
| Paul Friedrich Opitz (1684–1747)            | 1721      | 1747      | Ordinarius                           | Professor der Griechischen und Orientalischen Sprachen, seit 1725 auch an der Theologischen Fakultät |      |
| Carl Friedrich Cramer (1752–1808)           | 1775      | 1794      | Ordinarius                           | außerordentlicher, seit 1780 ordentlicher Professor der Griechischen und Orientalischen Sprachen; 1794 entlassen |      |
| Torkel Baden (1765–1849)                    | 1794      | 1804      | Extraordinarius                      | Heyne-Schüler, Professor der Philologie und Beredsamkeit, daneben Kustos an der Universitätsbibliothek; wechselte in den dänischen Staatsdienst |      |
| Johann Jakob Meno Valett (1758–1850)        | 1794      | 1799      | Privatdozent                         | Privatdozent für Klassische Philologie, 1797 Adjunkt der Philosophischen Fakultät; wechselte in den Schuldienst |      |
| Johann Heinrich Kord Eggers (1780–1850)     | 1802      | 1809      | Privatdozent                         | Privatdozent im Nebenamt; wechselte in den Schuldienst |      |
| Johann Matthias Schultz (1771–1849)         | 1802      | 1846      | Extraordinarius                      | Professor für Philologie |      |
| Karl Friedrich Heinrich (1774–1838)         | 1804      | 1818      | Ordinarius                           | Heyne-Schüler; gründete 1809 das Philologische Institut; wechselte nach Bonn |      |
| Johann Valentin Francke (1792–1830)         | 1815      | 1819      | Privatdozent                         | Heinrich-Schüler; wechselte in den Schuldienst, ab 1821 Ordinarius in Dorpat |      |
| Richard Brodersen (1793–1830)               | 1819      | 1821      | Privatdozent                         | wechselte als Rektor der Gelehrtenschule nach Rendsburg |      |
| Wilhelm Wachsmuth (1784–1866)               | 1820      | 1825      | Ordinarius                           | Nachfolger Heinrichs, hauptsächlich Historiker; wechselte nach Leipzig |      |
| Gregor Wilhelm Nitzsch (1790–1861)          | 1827      | 1852      | Ordinarius                           | Nachfolger Wachsmuths, 1852 wegen seiner prodeutschen Gesinnung entlassen; wechselte nach Leipzig |      |
| Peter Wilhelm Forchhammer (1801–1894)       | 1829      | 1894      | Ordinarius                           | Privatdozent, 1836 außerordentlicher Professor der Altertumswissenschaft, 1843 ordentlicher Professor der Philologie; Pionier der Archäologie, gründete 1842 das Antikenmuseum; 1867–1893 Abgeordneter                                                    |      |
| Johannes Classen (1805–1891)                | 1831      | 1832      | Privatdozent                         | Niebuhr-Schüler; wechselte in den Schuldienst |      |
| Ludwig Preller (1809–1861)                  | 1833      | 1838      | Privatdozent                         | wechselte als Ordinarius nach Dorpat, später nach Jena und Weimar |      |
| Johann Peter van der Smissen (1807–1863)    | 1833      | 1837      | Privatdozent                         | später Privatgelehrter |      |
| Detlev Andreas Friedrich Nissen (1811–1844) | 1835      | 1835      | Privatdozent                         | wechselte in den Schuldienst |      |
| Otto Jahn (1813–1869)                       | 1839      | 1842      | Privatdozent                         | Philologe, Archäologe und Musikwissenschaftler; wechselte nach Greifswald, später nach Leipzig und Bonn |      |
| Eduard Vollbehr (1817–1882)                 | 1844      | 1847      | Privatdozent                         | im Nebenamt auch Bibliotheksgehilfe; wechselte in den Schuldienst |      |
| Karl Friedrich Ulrich Prien (1818–1896)     | 1849      | 1851      | Privatdozent                         | Assistent an der Universitätsbibliothek; wechselte in den Schuldienst |      |
| Karl Lorentzen (1817–1888)                  | 1851      | 1853      | Privatdozent                         | später Reichstagsabgeordneter |      |
| Georg Curtius (1820–1885)                   | 1854      | 1862      | Ordinarius                           | Nachfolger Nitzschs; wechselte nach Leipzig |      |
| Eduard Alberti (1827–1898)                  | 1857      | 1898      | Privatdozent                         | Privatdozent für Klassische Philologie und Philosophie, im Nebenamt Bibliotheksgehilfe, 1868 zweiter Kustos, 1893 mit Professorentitel, 1894 im Ruhestand                                                                                                 |      |
| Peter Hennings (1834–1914)                  | 1857      | 1858      | Privatdozent                         | wechselte in den Schuldienst |      |
| Christian Jessen (1813–1888)                | 1860      | 1864      | Privatdozent                         | wechselte in den Schuldienst |      |
| Adolf Michaelis (1835–1910)                 | 1861      | 1862      | Privatdozent                         | Privatdozent für Archäologie und Klassische Philologie; wechselte nach Greifswald, später nach Tübingen und Straßburg |      |
| Carsten Redlef Volquardsen (1824–1875)      | 1861      | 1864      | Privatdozent                         | Platon-Spezialist; wechselte in den Schuldienst |      |
| Otto Ribbeck (1827–1898)                    | 1862      | 1872      | Ordinarius                           | Nachfolger von Curtius; Ritschl-Schüler, bedeutender Latinist; wechselte nach Heidelberg, später nach Leipzig |      |
| Erwin Rohde (1845–1898)                     | 1872      | 1876      | Extraordinarius                      | Ritschl-Schüler, Spezialist für griechische Literatur- und Religionsgeschichte; wechselte nach Jena, später nach Tübingen und Heidelberg |      |
| August Wilmanns (1833–1917)                 | 1873      | 1874      | Ordinarius                           | Nachfolger Ribbecks; wechselte als Oberbibliothekar nach Königsberg, später nach Göttingen und Berlin |      |
| Eduard Lübbert (1830–1889)                  | 1874      | 1881      | Ordinarius                           | Nachfolger von Wilmanns; wechselte nach Bonn |      |
| Friedrich Blass (1843–1907)                 | 1876      | 1892      | Extraordinarius                      | Nachfolger Rohdes, 1881 Ordinarius; Spezialist für griechische Rhetorik und Sprachwissenschaft; wechselte nach Halle |      |
| Richard Foerster (1843–1922)                | 1881      | 1890      | Ordinarius                           | Nachfolger Lübberts, 1885/1886 Rektor der Universität; Philologe und Archäologe, Spezialist für griechische Literatur und Altertumswissenschaft, hielt in Kiel hauptsächlich lateinische Vorlesungen ab; wechselte nach Breslau                           |      |
| Friedrich Leo (1851–1914)                   | 1881      | 1883      | Extraordinarius                      | Latinist, Seneca- und Plautus-Forscher; wechselte nach Rostock, später nach Straßburg und Göttingen |      |
| Christian Lütjohann (1846–1884)             | 1884      | 1884      | Extraordinarius                      | Spezialist für römische Literatur, Nachfolger Leos; starb noch vor Amtsantritt |      |
| Ivo Bruns (1853–1901)                       | 1886      | 1901      | Ordinarius                           | Nachfolger Lütjohanns, 1890 Ordinarius; Spezialist für griechische Philosophie und Geschichtsschreibung |      |
| Paul Cauer (1854–1921)                      | 1890      | 1898      | Privatdozent                         | Homerforscher, Didaktiker und Übersetzungstheoretiker; wechselte in den Schuldienst; später Provinzialschulrat und Honorarprofessor in Münster |      |
| Otto Rossbach (1858–1931)                   | 1890      | 1895      | Extraordinarius                      | Nachfolger von Bruns; Philologe und Archäologe, Seneca-Spezialist; wechselte nach Königsberg |      |
| Alfred Schöne (1836–1918)                   | 1892      | 1902      | Ordinarius                           | Nachfolger von Blass; Spezialist für griechische Geschichtsschreibung, Lyrik und Tragödie; 1902 emeritiert |      |
| Siegfried Sudhaus (1863–1914)               | 1901      | 1914      | Ordinarius                           | Nachfolger von Bruns, 1911/1912 Rektor der Universität; Papyrologe, Spezialist für griechisch-römische Komödie und Philosophie |      |
| Paul Wendland (1864–1915)                   | 1902      | 1906      | Ordinarius                           | Nachfolger Schönes, Religionswissenschaftler; wechselte nach Breslau, später nach Göttingen |      |
| Felix Jacoby (1876–1959)                    | 1906      | 1935      | Ordinarius                           | Nachfolger Wendlands, bis 1907 Extraordinarius; Spezialist für griechische Geschichtsschreibung und Dichtung, Herausgeber der Fragmente der griechischen Historiker; 1935 emeritiert, 1939 nach England emigriert, 1948 Ehrensenator der Universität Kiel |      |
| Paul Thielscher (1881–1962)                 | 1907      | 1908      | Privatdozent                         | wechselte in den Schuldienst |      |
| Richard Laqueur (1884–1959)                 | 1908      | 1909      | Privatdozent                         | wechselte nach Straßburg, später nach Gießen, Tübingen und Halle |      |
| Ernst Bickel (1876–1961)                    | 1909      | 1921      | Extraordinarius                      | Spezialist für griechisch-römische Rhetorik und Religion; wechselte nach Königsberg, später nach Bonn |      |
| Theodor Nissen (1873–1946)                  | 1912 1936 | 1920 1938 | Lehrbeauftragter                     | Oberstudienrat in Kiel, mit der Abhaltung von Lateinischen bzw. Griechischen Sprachkursen beauftragt |      |
| Werner Jaeger (1888–1961)                   | 1915      | 1921      | Ordinarius                           | Nachfolger von Sudhaus; Wilamowitz-Schüler, umfasste die griechische Geisteswelt in seinem Paideia-Modell; wechselte nach Berlin, später an die Harvard University                                                                                        |      |
| Christian Jensen (1883–1940)                | 1921      | 1926      | Ordinarius                           | Nachfolger Jaegers; Sudhaus-Schüler, Papyrologe, Spezialist für griechische Komödie und Philosophie; wechselte nach Bonn, später nach Berlin |      |
| Johannes Stroux (1886–1954)                 | 1922      | 1923      | Ordinarius                           | Nachfolger Bickels; Latinist, Wissenschaftsorganisator; wechselte nach Jena, später nach München und Berlin |      |
| Eduard Fraenkel (1888–1970)                 | 1923      | 1928      | Ordinarius                           | Nachfolger von Stroux; Wilamowitz-Schüler, Spezialist für griechisch-römisches Drama, lateinische Metrik und römisches Recht; wechselte nach Göttingen, später nach Freiburg, von dort nach Oxford                                                        |      |
| Willy Theiler (1899–1977)                   | 1926      | 1932      | Außerplanmäßiger Professor           | 1926 Assistent bei Fraenkel, 1927 habilitiert, 1930 apl. Prof; wechselte als Ordinarius nach Königsberg, später nach Bern |      |
| Marie Wuensch (1899–1981)                   | 1926      | 1929      | Lehrbeauftragte                      | Assistentin, seit 1927 mit der Abhaltung von Lateinischen und Griechischen Sprachkursen beauftragt; wechselte in den Schuldienst; später in die USA emigriert                                                                                             |      |
| Hans Drexler (1895–1984)                    | 1928      | 1929      | Lehrstuhlvertreter                   | wechselte nach Breslau, später nach Göttingen; als profilierter Nationalsozialist 1945 entlassen; Plautus- und Tacitus-Forscher |      |
| Hellfried Dahlmann (1905–1988)              | 1929      | 1932      | Privatdozent                         | Lehrbeauftragter, 1930 habilitiert; wechselte nach Berlin, später nach Marburg und Köln |      |
| Richard Harder (1896–1957)                  | 1930      | 1941      | Ordinarius                           | Nachfolger Fraenkels; Jaeger-Schüler, Spezialist für griechische Philosophie und Geistesgeschichte; wechselte nach München, später nach Münster |      |
| Hermann Harries (1869–1939)                 | 1932      | 1936      | Lehrbeauftragter                     | Oberstudiendirektor, mit der Abhaltung von lateinischen und griechischen Sprachkursen beauftragt |      |
| Erich Koestermann (1901–1973)               | 1932      | 1966      | Außerplanmäßiger Professor           | Lehrbeauftragter, 1934 umhabilitiert, 1941 apl. Prof. |      |
| Walter Marg (1910–1983)                     | 1934      | 1953      | Außerplanmäßiger Professor           | Lehrbeauftragter, 1937 promoviert, 1942 habilitiert, 1948 apl. Prof.; wechselte als Ordinarius nach Mainz |      |
| Erich Burck (1901–1994)                     | 1935      | 1969      | Ordinarius                           | Nachfolger Jacobys, bis 1938 Extraordinarius, 1961/1962 Rektor der Universität; Latinist, Spezialist für römische Geschichtsschreibung und griechisch-römische Geistesgeschichte                                                                          |      |
| Dietrich Mack (1913–2001)                   | 1936      | 1937      | Lehrbeauftragter                     | mit der Abhaltung von Lateinischen und Griechischen Sprachkursen beauftragt; wechselte in den Schuldienst |      |
| Gerhard Müller (1907–1988)                  | 1937      | 1958      | Außerplanmäßiger Professor           | Lehrbeauftragter, 1947 habilitiert, 1953 apl. Prof.; Platon-Forscher; wechselte nach Münster, später nach Gießen |      |
| Karl Richard Strempel (1888–1948)           | 1940      | 1942      | Lehrbeauftragter                     | Ehemaliger Leiter des Instituts für Leibesübungen der Universität Kiel, mit der Abhaltung von Lateinischen Sprachkursen beauftragt |      |
| Hans Diller (1905–1977)                     | 1942      | 1973      | Ordinarius                           | Nachfolger Harders; Medizinhistoriker, Hippokrates-Spezialist |      |
| Wolfgang Schmid (1913–1980)                 | 1943      | 1944      | Lehrstuhlvertreter                   | vertrat den Lehrstuhl Dillers; später Professor in Bonn |      |
| Hertha Sauer (1896–1975)                    | 1943      | 1946      | Lehrbeauftragte                      | Archäologin, mit der Abhaltung von Griechischen Sprachkursen am Archäologischen Institut beauftragt |      |
| Ute Köster (1917–19??)                      | 1944      | 1946      | Lehrbeauftragte                      | mit der Abhaltung von griechischen und lateinischen Stilübungen beauftragt; wechselte in den Schuldienst |      |
| Paul Wille (1881–19??)                      | 1948      | 1949      | Lehrbeauftragter                     | Gymnasiallehrer im Ruhestand; mit der Abhaltung von lateinischen Sprachkursen beauftragt |      |
| Kurt Telschow (1918–2010)                   | 1950      | 1953      | Lehrbeauftragter                     | Direktor des Instituts für Klassische Altertumskunde, mit der Abhaltung von Griechischen und Lateinischen Sprachkursen beauftragt; wechselte in den Schuldienst                                                                                           |      |
| Friedrich-Karl Garbers (1887–1955?)         | 1953      | 1956      | Lehrbeauftragter                     | Studienrat im Ruhestand, Lehrbeauftragter für Stilübungen in griechischer und lateinischer Sprache |      |
| Hans-Joachim Newiger (1925–2011)            | 1954      | 1969      | Privatdozent                         | mit der Abhaltung von Griechischen und Lateinischen Sprachkursen beauftragt, 1968 habilitiert; wechselte als ordentlicher Professor nach Konstanz |      |
| Manfred Fuhrmann (1925–2005)                | 1962      | 1966      | Ordinarius                           | Latinist, profilierter Fachtheoretiker; wechselte nach Konstanz |      |
| Gustav Adolf Seeck (1933–2024)              | 1962      | 1981      | außerplanmäßiger Professor           | Assistent, 1970 habilitiert, 1972 außerplanmäßiger Professor; Spezialist für griechische Philosophie, Literaturtheorie und Tragödie; wechselte nach Frankfurt am Main                                                                                     |      |
| Fridolf Kudlien (1928–2008)                 | 1963      | 1994      | Professor                            | Privatdozent, 1966 Wissenschaftlicher Rat und Professor, 1970 C3-Professor; Medizinhistoriker, Spezialist für die Rolle der Medizin im Nationalsozialismus und antike Sozialgeschichte                                                                    |      |
| Eckard Lefèvre (* 1935)                     | 1963      | 1974      | Wissenschaftlicher Rat und Professor | Assistent, 1967 habilitiert, 1972 Wissenschaftlicher Rat und Professor; Diller-Schüler, Spezialist für antikes Drama und augusteische Literatur; wechselte nach Saarbrücken, später nach Freiburg                                                         |      |
| Konrad Schubring (1911–1966)                | 1963      | 1964      | Privatdozent                         | Medizinhistoriker; wechselte an die Freie Universität Berlin |      |
| Detlev Fehling (1929–2008)                  | 1964      | 1994      | Professor                            | Privatdozent, 1970 C3-Professor; Diller-Schüler, Spezialist für Erzählforschung |      |
| Antonie Wlosok (1930–2013)                  | 1968      | 1972      | Ordinaria                            | Nachfolgerin Fuhrmanns; Latinistin, Spezialistin für römische Rhetorik und Literatur der Kaiserzeit; wechselte nach Mainz |      |
| Herbert Juhnke (1932–2008)                  | 1968      | 1997      | Professor                            | Privatdozent, 1972 C3-Professor; Spezialist für römische Dichtung |      |
| Ernst Doblhofer (1919–2002)                 | 1971      | 1984      | Ordinarius                           | Nachfolger Burcks, Spezialist für römische Dichtung |      |
| Ernst-Richard Schwinge (* 1934)             | 1976      | 1999      | Ordinarius                           | Nachfolger Dillers; Spezialist für griechische Dichtung, besonders Tragödie |      |
| Konrad Heldmann (* 1940)                    | 1985      | 2005      | Ordinarius                           | Nachfolger Doblhofers; Spezialist für antike Geschichtsschreibung, Rhetorik, Ovid und Mythologie |      |
| Bardo Gauly (* 1957)                        | 1986      | 2007      | Privatdozent                         | Wissenschaftlicher Assistent, 2003 habilitiert; wechselte nach Eichstätt |      |
| Lore Benz (* 1965)                          | 1997      | 2001      | Professorin                          | Nachfolgerin Juhnkes; Lefèvre-Schülerin, Spezialistin für römische Komödie; wechselte nach Bielefeld |      |
| Lutz Käppel (* 1960)                        | 1999      |           | Ordinarius                           | Nachfolger Schwinges; Spezialist für griechisches Theater und Antikenrezeption |      |
| Alexander Arweiler (* 1967)                 | 1999      | 2004      | Privatdozent                         | Wissenschaftlicher Assistent, 2002 habilitiert; wechselte als Professor nach Münster |      |
| Hans Bernsdorff (* 1965)                    | 2002      | 2003      | Professor                            | Nachfolger von Benz; Spezialist für griechisch-römische Poesie; wechselte nach Frankfurt |      |
| Nikolaus Thurn (* 1962)                     | 2002      | 2004      | Lehrstuhlvertreter                   | Humanismus-Forscher; vertrat die C3-Professur |      |
| Jan Radicke (* 1965)                        | 2004      |           | Professor                            | Nachfolger Bernsdorffs; Spezialist für römisches Epos und griechische Rhetorik |      |
| Thorsten Burkard (* 1967)                   | 2005      |           | Ordinarius                           | Nachfolger Heldmanns; Spezialist für lateinische Literatur bis zur Frühen Neuzeit |      |
| Florian Hurka (* 1973)                      | 2007      |           | Wissenschaftlicher Mitarbeiter       | Privatdozent; Spezialist für lateinische Dichtung und Überlieferungsgeschichte |      |
| Stefan Feddern (* 1981)                     | 2010      |           | Apl. Professor                       | wissenschaftlicher Assistent, 2016 habilitiert, 2021 zum Prof. ernannt |      |
| Katharina Wesselmann (* 1976)               | 2019      | 2021      | Professorin                          | Professorin für Fachdidaktik der Alten Sprachen |      |
| Andreas Schwab                              | 2021      |           | Professor                            | W3-Professor für Klassische Philologie, insbesondere Gräzistik (DFG-Heisenberg-Professur) |      |

## Lehrstuhlinhaber
Erstes Ordinariat:
- Karl Friedrich Heinrich (1804–1818)
- Wilhelm Wachsmuth (1820–1825)
- Gregor Wilhelm Nitzsch (1827–1852)
- Georg Curtius (1854–1862)
- Otto Ribbeck (1862–1872)
- August Wilmanns (1873–1874)
- Eduard Lübbert (1874–1881)
- Richard Foerster (1881–1890)
- Ivo Bruns (1890–1901)
- Siegfried Sudhaus (1901–1914)
- Werner Jaeger (1915–1921)
- Christian Jensen (1921–1926)

Zweites Ordinariat:
- Peter Wilhelm Forchhammer (1843–1894)

Extraordinariat:
- Erwin Rohde (1872–1876)
- Friedrich Blass (1876–1881)
- Friedrich Leo (1881–1883)
- Christian Lütjohann (1884)
- Ivo Bruns (1884–1890)
- Otto Rossbach (1890–1895)
- Ernst Bickel (1909–1921)

Drittes Ordinariat:
- Friedrich Blass (1881–1892) „Klassischen Philologie und Beredsamkeit“
- Alfred Schöne (1892–1902)
- Paul Wendland (1902–1906)
- Felix Jacoby (1907–1935)
- Erich Burck (1938–1969)
- Ernst Doblhofer (1971–1984)
- Konrad Heldmann (1985–2005)
- Thorsten Burkard (seit 2005)

Viertes Ordinariat:
- Johannes Stroux (1922–1923)
- Eduard Fraenkel (1923–1928)
- Richard Harder (1930–1941)
- Hans Diller (1942–1973)
- Ernst-Richard Schwinge (1976–1999)
- Lutz Käppel (seit 1999)

C4-Professur:
- Manfred Fuhrmann (1962–1966)
- Antonie Wlosok (1968–1972)

C3-Professur:
- Herbert Juhnke (1972–1997)
- Lore Benz (1997–2001)
- Hans Bernsdorff (2002–2003)
- Jan Radicke (seit 2004)